# Барамула
Барамула — місто на крайньому північному заході Індії, у межах території Джамму та Кашмір.

## Географія
Розташовується на півночі штату, у гімалайському хребті Пір-Панджал.

### Клімат
Місто знаходиться у зоні, котра характеризується морським кліматом. Найтепліший місяць — липень із середньою температурою 23.7 °C (74.6 °F). Найхолодніший місяць — січень, із середньою температурою 4.4 °С (39.9 °F).
| Клімат Барамули         | Клімат Барамули | Клімат Барамули | Клімат Барамули | Клімат Барамули | Клімат Барамули | Клімат Барамули | Клімат Барамули | Клімат Барамули | Клімат Барамули | Клімат Барамули | Клімат Барамули | Клімат Барамули | Клімат Барамули |
| Показник                | Січ.            | Лют.            | Бер.            | Квіт.           | Трав.           | Черв.           | Лип.            | Серп.           | Вер.            | Жовт.           | Лист.           | Груд.           | Рік             |
| Середній максимум, °C   | 9,6             | 10,9            | 15,6            | 21,4            | 26,4            | 30,1            | 28,7            | 27,6            | 26,6            | 23,5            | 17,9            | 12,2            | 20,9            |
| Середня температура, °C | 4,4             | 5,8             | 10,2            | 15,5            | 20              | 23,6            | 23,7            | 22,8            | 20,6            | 16,5            | 11              | 6,5             | 15              |
| Середній мінімум, °C    | −0,9            | 0,7             | 4,8             | 9,6             | 13,7            | 17,2            | 18,7            | 18,1            | 14,7            | 9,5             | 4,2             | 0,9             | 9,3             |
| Норма опадів, мм        | 71              | 74.7            | 83.6            | 70.6            | 51.6            | 62.9            | 177.4           | 177.9           | 82.7            | 25.7            | 13.6            | 31.8            | 923.4           |
| ----------------------- | --------------- | --------------- | --------------- | --------------- | --------------- | --------------- | --------------- | --------------- | --------------- | --------------- | --------------- | --------------- | --------------- |
| Джерело: Weatherbase    |                 |                 |                 |                 |                 |                 |                 |                 |                 |                 |                 |                 |                 |